# Convergência e União
Convergência e União (em catalão: Convergència i Unió, CiU) foi uma federação de partidos políticos nacionalistas de direita moderada da Catalunha (Espanha) integrada por Convergência Democrática da Catalunha, de ideologia liberal e centrista e União Democrática da Catalunha, de ideologia democrata cristã.
Convergência e União governou Catalunha de 1980 até 2003, sob a presidência de Jordi Pujol, presidente da Generalidade da Catalunha até a 18 de dezembro de 2003. Após sete anos na oposição, CiU retomou o governo da Generalidade em 27 de dezembro de 2010 liderada por Artur Mas.
A federação entre Convergência Democrática da Catalunha e União Democrática da Catalunha dissolve-se em Junho de 2015, devido a divergências quanto ao processo de luta pela independência da Catalunha, visto que, a Convergência defende tal independência enquanto que, a União defende uma Catalunha dentro de uma Espanha federal.

## Resultados eleitorais
Na seguinte tabela mostram-se os resultados obtidos pela federação em cada uma das Eleições para o Parlamento da Catalunha e das eleições gerais espanholas, bem como o candidato para presidente em cada caso.

### Eleições legislativas de Espanha

#### Resultados referentes à Catalunha
| Data | CI. | Votos     | %            | +/- | Deputados | +/-     | Status            |
| ---- | --- | --------- | ------------ | --- | --------- | ------- | ----------------- |
| 1979 | 4.º | 483 353   | 16,4 / 100,0 |     | 8 / 47    |         | Oposição          |
| 1982 | 4.º | 772 726   | 22,5 / 100,0 | 6,1 | 12 / 47   | 4       | Oposição          |
| 1986 | 2.º | 1 014 258 | 32,0 / 100,0 | 9,5 | 18 / 47   | 6       | Oposição          |
| 1989 | 2.º | 1 032 243 | 32,7 / 100,0 | 0,7 | 18 / 46   | Estável | Oposição          |
| 1993 | 2.º | 1 165 783 | 31,8 / 100,0 | 0,9 | 17 / 47   | 1       | Apoio parlamentar |
| 1996 | 2.º | 1 151 633 | 29,6 / 100,0 | 2,2 | 16 / 46   | 1       | Apoio parlamentar |
| 2000 | 2.º | 970 421   | 28,8 / 100,0 | 0,8 | 15 / 46   | 1       | Oposição          |
| 2004 | 2.º | 835 471   | 20,8 / 100,0 | 8,0 | 10 / 47   | 5       | Oposição          |
| 2008 | 2.º | 779 425   | 20,9 / 100,0 | 0,1 | 10 / 47   | Estável | Oposição          |
| 2011 | 1.º | 1 015 691 | 29,4 / 100,0 | 8,5 | 16 / 47   | 6       | Oposição          |

### Eleições regionais da Catalunha
| Data | CI. | Votos     | %            | +/-  | Deputados | +/- | Status   |
| ---- | --- | --------- | ------------ | ---- | --------- | --- | -------- |
| 1980 | 1.º | 754 448   | 27,8 / 100,0 |      | 43 / 135  |     | Governo  |
| 1984 | 1.º | 1 346 917 | 46,8 / 100,0 | 19,0 | 72 / 135  | 29  | Governo  |
| 1988 | 1.º | 1 253 514 | 45,7 / 100,0 | 1,1  | 69 / 135  | 3   | Governo  |
| 1992 | 1.º | 1 221 233 | 46,2 / 100,0 | 0,5  | 70 / 135  | 1   | Governo  |
| 1995 | 1.º | 1 320 071 | 40,9 / 100,0 | 5,3  | 60 / 135  | 10  | Governo  |
| 1999 | 2.º | 1 178 420 | 37,7 / 100,0 | 3,2  | 56 / 135  | 4   | Governo  |
| 2003 | 2.º | 1 024 425 | 30,9 / 100,0 | 6,8  | 46 / 135  | 10  | Oposição |
| 2006 | 1.º | 935 756   | 31,5 / 100,0 | 0,6  | 48 / 135  | 2   | Oposição |
| 2010 | 1.º | 1 202 830 | 38,4 / 100,0 | 6,9  | 62 / 135  | 14  | Governo  |
| 2012 | 1.º | 1 116 259 | 30,7 / 100,0 | 7,7  | 50 / 135  | 12  | Governo  |

## Posição de CiU ante os referendos
- 1976: Referendum sobre a Lei para a Reforma Política. Pede o "Sim".
- 1978: Referendum para a ratificação da Constituição espanhola. Pede o "Sim".
- 1979: Referendum sobre o Estatuto de autonomia da Catalunha. Pede o "Sim".
- 1986: Referendum sobre a permanência da Espanha na OTAN. Pede o "Sim".
- 2005: Referendum sobre o Tratado da Constituição Européia. Pede o "Sim".
- 2006: Referendum sobre a reforma do Estatuto de autonomia da Catalunha. Pede o "Sim".